# آناتولی سردیوکوف
آناتولی سردیوکوف (روسی: Анатолий Эдуардович Сердюкóв؛ زادهٔ ۸ ژانویهٔ ۱۹۶۲) یک سیاست‌مدار اهل اتحاد جماهیر سوسیالیستی شوروی است.